# Франь-Ла-Луаєр
Франь-Ла-Луаєр (фр. Fragnes-La Loyère) — муніципалітет у Франції, у регіоні Бургундія-Франш-Конте, департамент Сона і Луара. Франь-Ла-Луаєр утворено 1 січня 2016 року шляхом злиття муніципалітетів Франь i Ла-Луаєр. Адміністративним центром муніципалітету є Франь. Населення — 1456 осіб (01.01.2021).